# Шевяков, Владимир Сергеевич
Владимир Сергеевич Шевяков (Камышин - 27 мая 1950, Москва — 25 октября 2010) — российский актёр, артист Московского областного камерного театра.

## Биография
В 1971 г. окончил Ленинградский государственный театральный институт, факультет актёров театра и кинематографии (экспериментальный курс В. В. Меркурьева и И. В. Мейерхольд). В 1988 г. окончил студию при русском Драматическом театре (Эстония), педагог — Черменёв В. Г.
В 1971 г. был принят в Ленинградский драматический театр им. Пушкина.
В 1973 г. уехал работать в г. Усть-Каменогорск (Казахстан).
В 1978 г. перешёл в государственный драматический театр им. Горького в г. Волгограде. Затем 10 лет играл в государственном русском драматическом театре в г. Таллин (ЭССР).
С 1992 г. — в Московском государственном театре «Лаборатория»,
с 1999 г. — в Московском Театре музыки и драмы под руководством Стаса Намина.
С 2006 г. — в Московском государственном областном камерном театре.
Сыграл более 150 ролей. Снимался в художественных фильмах и сериалах. С 2000 г. сотрудничал со студией «МедиаКнига», записал более сорока произведений всевозможных жанров.

## Театральные работы
- Бог («Сотворение мира и другие дела» — Миллер А.);
- Боровцов («Пучина» — Островский А. Н.);
- Браун («Трёхгрошовая опера» — Брехт Б.);
- Брюхатый («Энергичные люди» — Шукшин В. М.);
- Бутон («Жизнь господина де Мольера» — Булгаков М. А.);
- Гладышев («Необычайные приключения солдата Ивана Чонкина» — Войнович В.);
- Гутмен («Камино реаль» — Уильямс Т.);
- капитан Миляга («Необычайные приключения солдата Ивана Чонкина» — Войнович В.);
- Митрофан («Недоросль» — Фонвизин Д. И.);
- Михаил («Последний срок» — Распутин В. Г.);
- Оберон («Сон в летнюю ночь» — Шекспир У.);
- отец Пабло («Дуэнья» — Шеридан Р.);
- Пончик Непобеда («Адам и Ева» — Булгаков М. А.);
- Ржевский («Давным-давно» — Гладков Г.);
- Сальери («Маленькие трагедии» — Пушкин А. С.);
- Семён («Урок дочкам» — Крылов И. А.);
- Степан Разин («Я пришёл дать вам волю» — Шукшин В. М.);
- Урка («А поутру они проснулись» — Шукшин В. М.).

## Аудиокниги
- Андреев Леонид «Иуда Искариот»
- Андреев Леонид «Повести и рассказы»
- Афанасьев Александр «Русские заветные сказки»
- Белянин Андрей «Казачьи сказки»
- Белянин Андрей «Оборотный город»
- Белянин Андрей «Сестрёнка из преисподней»
- Белянин Андрей «Заговор Чёрной Мессы»
- Бригадир Юрий «Мезенцефалон»
- Боккаччо Джованни «Декамерон»
- Бушков Александр «Пиранья. Охота на Пиранью»
- Вагнер Николай «Сказки Кота-Мурлыки 2»
- Гиляровский Владимир «Москва и москвичи»
- Горький Максим «Жизнь Клима Самгина»
- Горький Максим «Фома Гордеев»
- Дашков Андрей «Лазарь, или путешествие смертника»
- Достоевский Фёдор «Братья Карамазовы»
- Дяченко Марина и Сергей «Ведьмин век»
- Иванов Алексей «Сердце Пармы»
- Колесников Андрей «Я Путина видел!»
- Конфуций «Суждения и беседы»
- Мамин-Сибиряк Дмитрий  «Приваловские миллионы»
- Погорельский Антоний «Чёрная курица, или Подземные жители»
- Погорельский Антоний «Посетитель магика»
- Погорельский Антоний «Монастырка»
- Помяловский Николай «Очерки бурсы (сборник)»
- Сервантес Мигель де «Дон Кихот»
- Старобинец Анна «Резкое похолодание. Зимняя книга»
- Старобинец Анна «Убежище 3/9»
- Твен Марк «Журналистика в Теннесси. Сборник рассказов»
- Толстой Лев «Исповедь»
- Толстой Алексей «Пётр Первый»
- Ценев Вит «Протоколы колдуна Стоменова»
- Чандлер Рэймонд «Долгое прощание»
- Шекспир Уильям «Гамлет»

## Кино
- 2009 Грязная работа
- 2009 Дело журналистки — Куприянов
- 2009 Дело Удава — эпизод
- 2001 Остановка по требованию 2 — автомеханик
- 1995 Чёрные береты — бандит-бородач
- 1992 Риск без контракта — Андрей, друг Сергея во Владивостоке
- 1991 Как живёте, караси? — толстый бородач
- 1991 Встретимся на Таити — директор мехового магазина
- 1986 Гонка века — эпизод